# 約羅索省

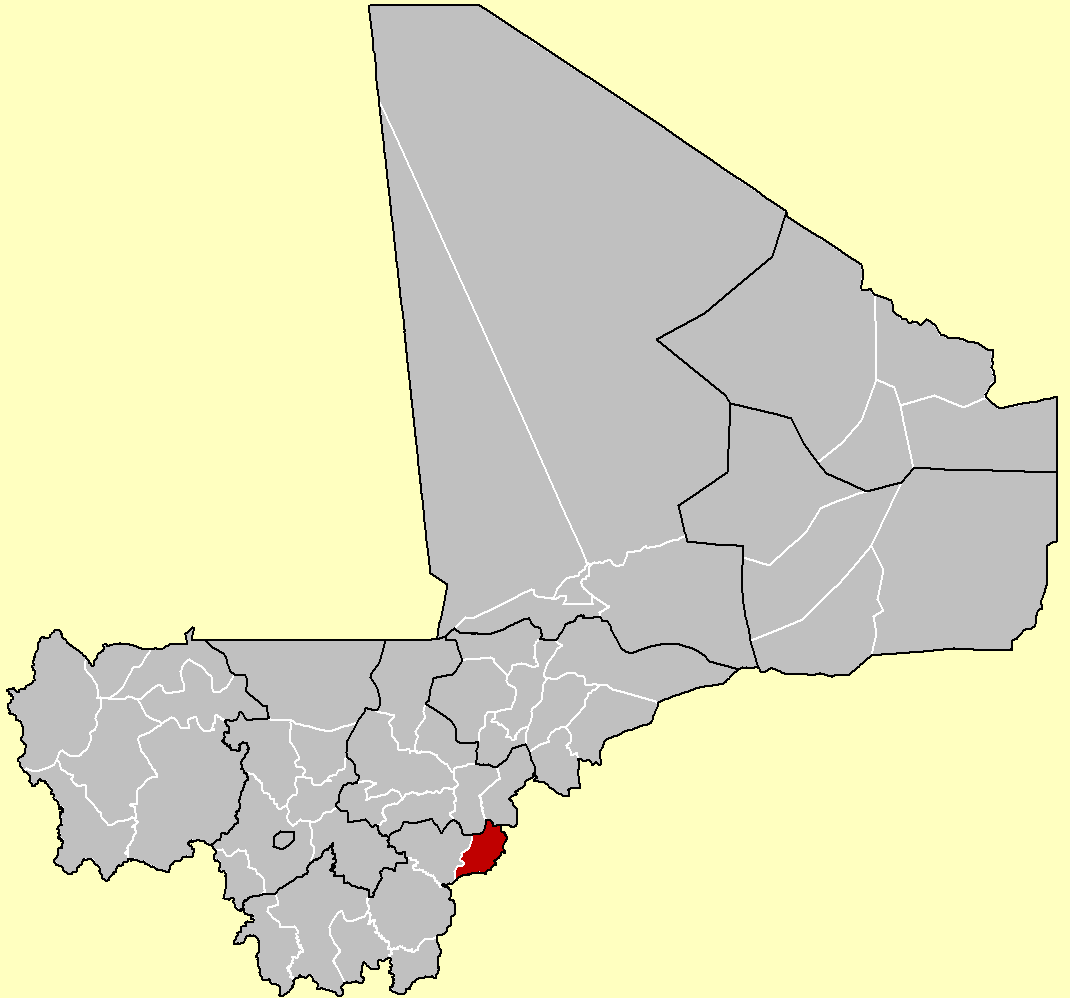

約羅索省（法語：Cercle de Yorosso），是馬里的省份，位於該國南部，由錫卡索區負責管轄，首府設於約羅索，面積5,500平方公里，2009年人口211,508，人口密度每平方公里38人。